# سرخرگ پیشین چرخشی بازو
سرخرگ پیشین چرخشی بازو یا شریان سیرکومفلکس هومرال قدامی (انگلیسی: Anterior humeral circumflex artery) شاخه خیلی کوچکی است و به عنوان یک شاخه مشترک از قسمت خارجی بخش سوم سرخرگ زیربغلی (اگزیلاری) در کنار تحتانی عضله ساب‌اسکاپولاریس منشأ می‌گیرد.
شریان سیرکومفلکس هومرال قدامی به صورت عرضی و عمقی به جلو و خارج رفته و از عقب عضله کوراکوبراکیالیس و سر کوتاه بایسپس و از قدام گردن جراحی استخوان بازو عبور کرده و با شریان سیرکومفلکس هومرال خلفی اناستومور می‌دهد. این شریان در خلف سر کوتاه عضلهٔ بایسپس یک شاخه صعودی می‌دهد که در طول ناودان اینتر توبرکولار بالا رفته و سر استخوان بازو، مفصل شانه و لیگامان اسکاپولار را تغذیه می‌کند.